# Saint-Marceau (Ardenas)
 Saint-Marceau  es una población y comuna francesa, en la región de Champaña-Ardenas, departamento de Ardenas, en el distrito de Charleville-Mézières y cantón de Flize.

## Demografía
| 220 | 201 | 267 | 364 | 411 | 421 |
| Para los censos de 1962 a 1999 la población legal corresponde a la población sin duplicidades (Fuente: INSEE [Consultar]) |     |     |     |     |     |